# XMule
xMule – klon eMule oparty na licencji GNU GPL. Aplikacja służy do współdzielenia plików w sieci ed2k. Obecnie program nie jest już rozwijany.